# 瓦爾米施泰爾

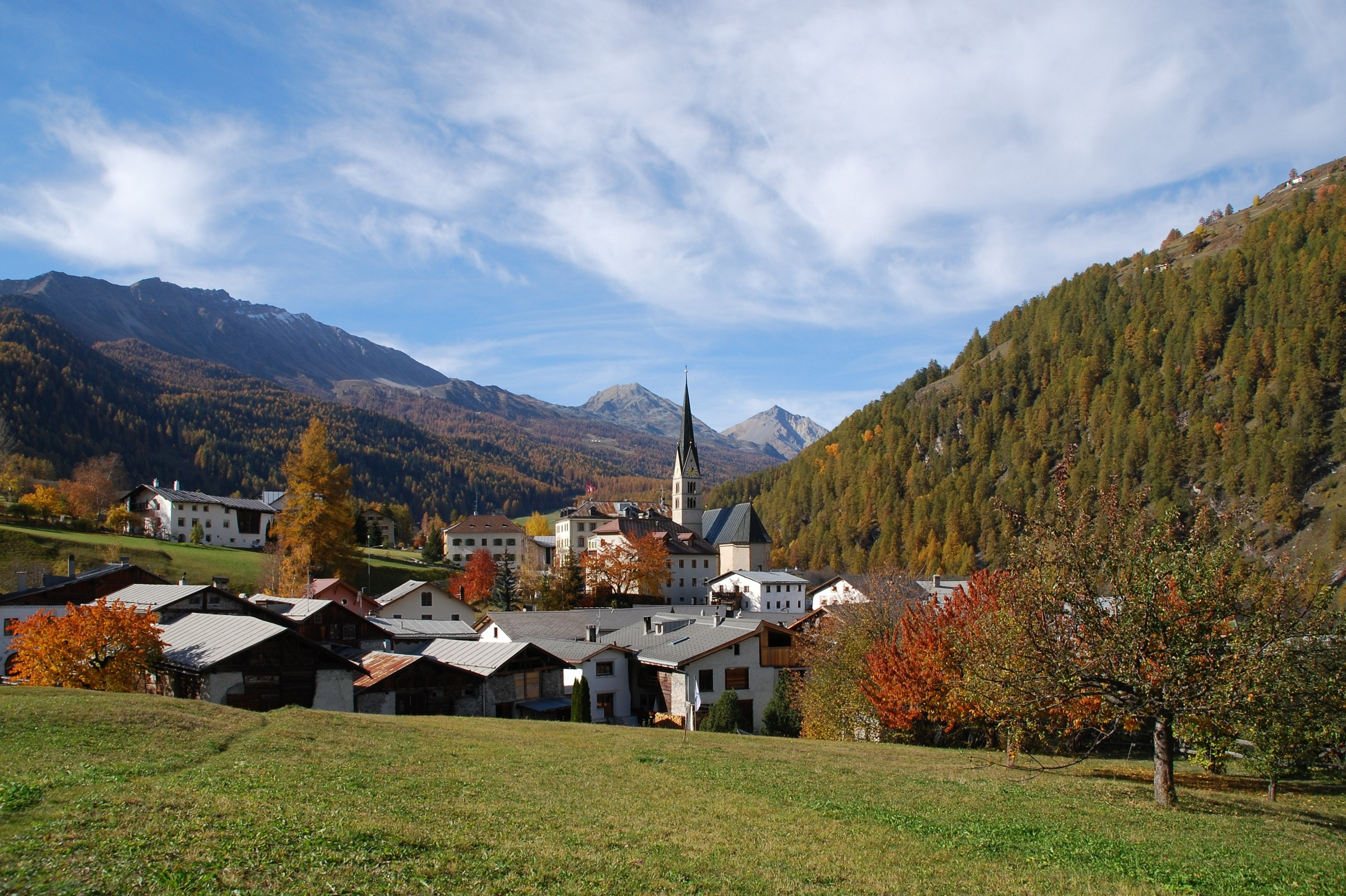

瓦爾米施泰爾（Val Müstair）是瑞士的城鎮，位於該國東部，由格勞賓登州負責管轄，面積198.65平方公里，海拔高度1,375米，2011年人口1,552，人口密度每平方公里8人。

## 外部連結
- Turissem Val Müstair （页面存档备份，存于）—Tourist office
- Convent of St. John （页面存档备份，存于）
- Online map
- Alpine Astro Village （页面存档备份，存于）